# Shamu

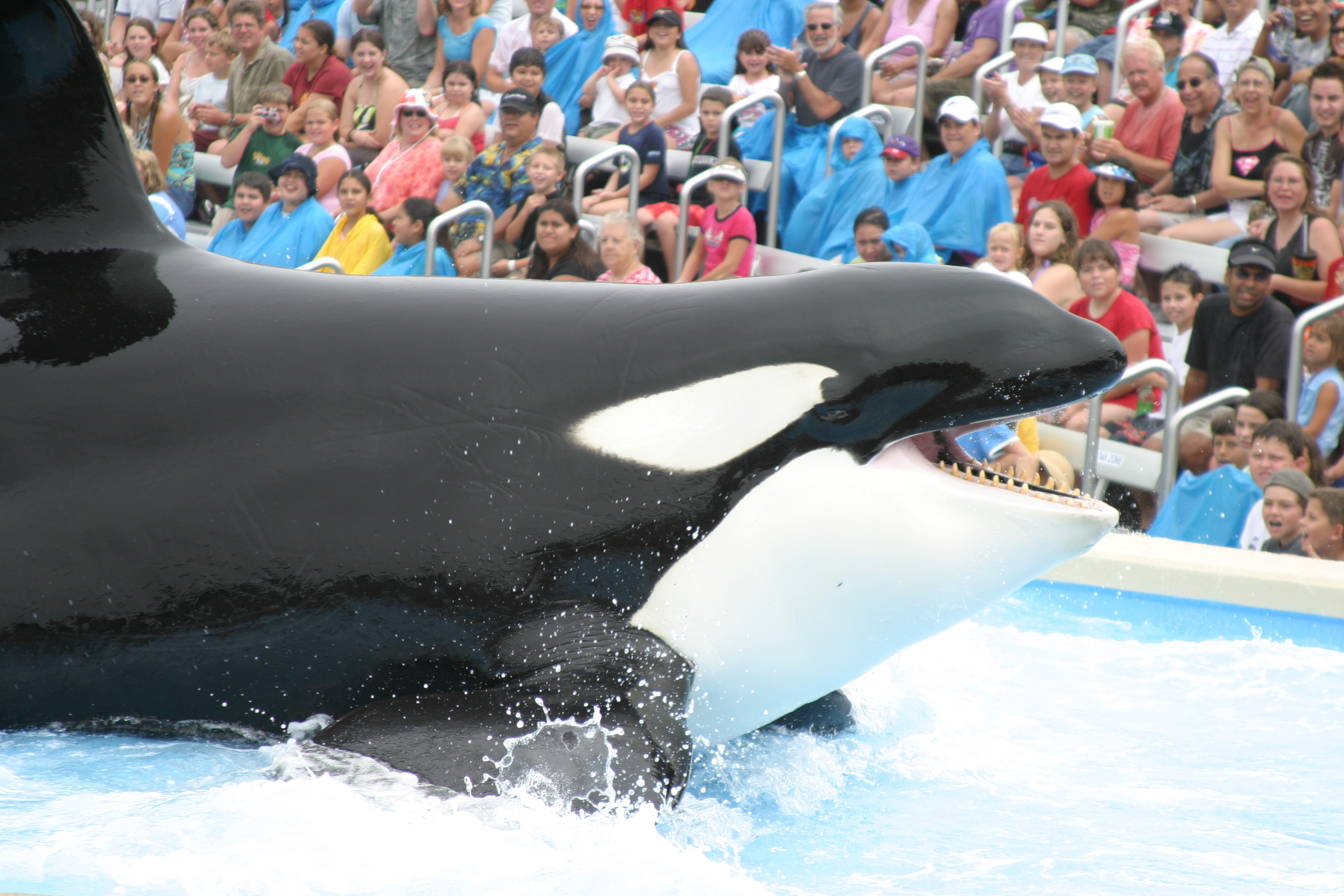
Shamu se apresentando no Sea World.

Shamu é a orca-símbolo do parque de diversões SeaWorld, nos EUA. Shamu, que na realidade é um nome-padrão para todas as orcas em idade de se apresentarem, são adestradas para realizarem shows aquáticos junto aos seus treinadores, acompanhada por vezes do Baby Shamu e do Grandbaby Shamu, nos tanques artificiais dos parques SeaWorld em Orlando, Flórida, San Diego e San Antonio. O show de Shamu é o mais popular do parque. A orca-símbolo do SeaWorld se apresenta cerca de duas vezes ao dia, em apresentações de 20 minutos cada. O ponto-auge de sua performance são suas manobras e seu relacionamento com os adestradores. Antes dos shows, as pessoas sentadas nas primeiras 14 fileiras do estádio onde é realizado o espetáculo são avisadas dos perigos de se molharem, com uma água nada quente (o tanque é mantido numa temperatura de 13 °C).

## Os espetáculos de Shamu
O show estrelado por Shamu foi recentemente alterado em todos os parques do SeaWorld. O novo show, chamado Believe (Acredite), é mais espiritual, envolve a participação da platéia e tem uma trilha sonora mais emocional. O novo espetáculo envolve múltiplas câmeras espalhadas por todo o estádio, e videoclipes que misturam as imagens de Shamu àquelas dos próprios espectadores. O nome Shamu é atualmente um nome comum atribuído a diversas orcas do parque que participam dos shows. A primeira delas, uma fêmea, foi capturada em Puget Sound em 1965, e morreu em 23 de agosto de 1971.

## A história do Baby Shamu

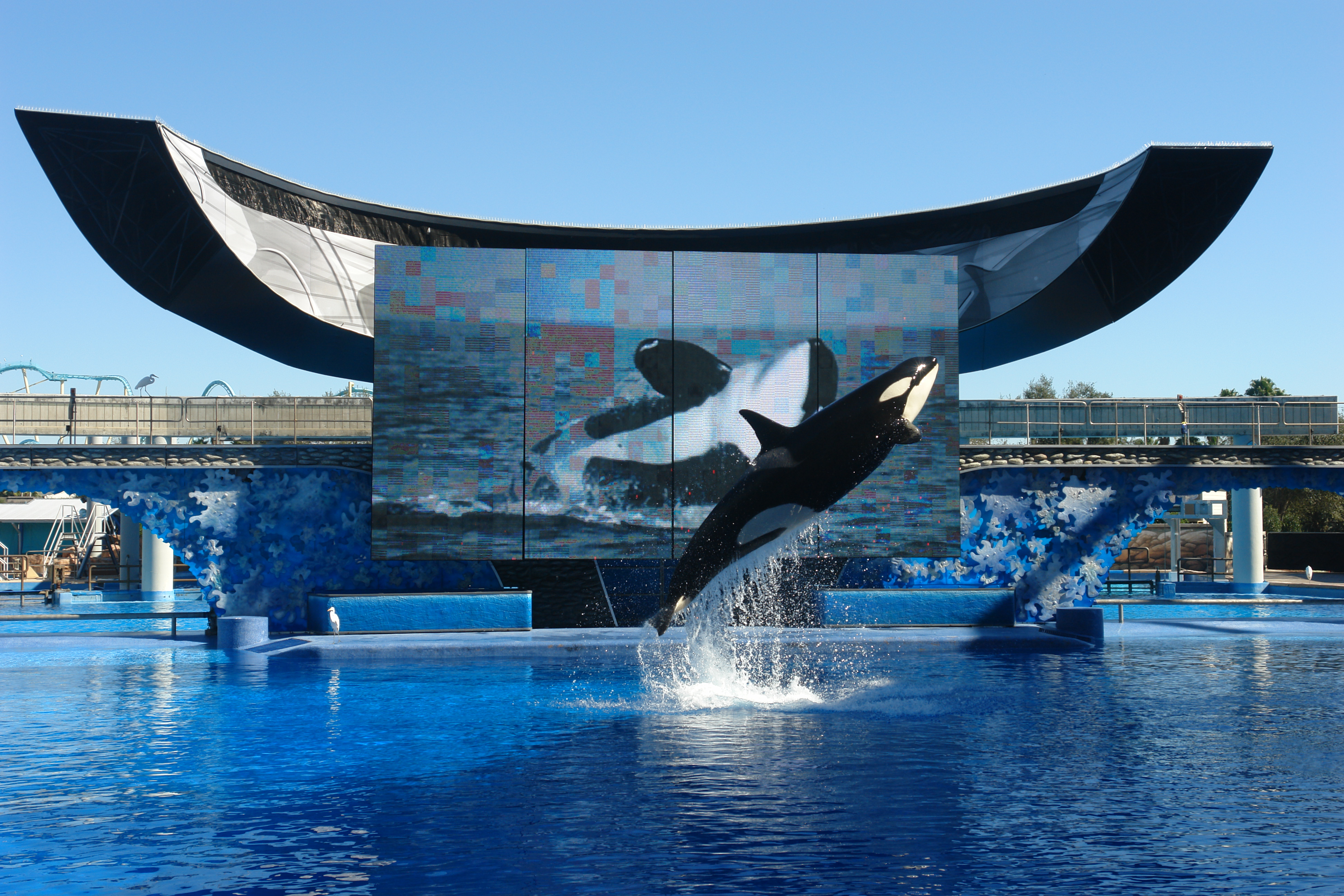
Shamu no telão do Baby World Believe

O primeiro Baby Shamu, nascido em 26 de setembro de 1985, chamado Kalina (orca), foi o primeiro filhote de orca a sobreviver em cativeiro (dez filhotes de orca já haviam nascido em cativeiro antes de 1985, mas cinco eram natimortos, e os outros cinco morreram em menos de 2 meses). O primeiro Grandbaby Shamu (neto Shamu), um macho chamado Keet, nasceu em fevereiro de 1993 e o primeiro Great Grandbaby Shamu (bisneto Shamu), uma fêmea chamada Kalia, nasceu em 21 de dezembro de 2004. A primeira cria de pais nascidos em cativeiro a ter sucesso foi Halyn, uma fêmea nascida em 9 de outubro de 2005. O parque SeaWorld detém as marcas comerciais sobre os nomes Shamu, Namu, Ramu, e Kandu.

## Believe
Believe, o atual espetáculo do SeaWorld, é apresentado nos parques de San Diego e Orlando. O show tem como tema um vídeo, apresentado no início, de um garoto que sonha em se tornar um treinador de orcas, inspirado por Shamu. O público em San Diego costuma ser composto de um grande número de militares e suas famílias, devido à proximidade de uma base militar da marinha norte-americana.
Na cidade de San Antonio, há duas versões para o show de Shamu. O primeiro, apresentado durante o dia, é similar ao espetáculo Believe dos outros parques. A última apresentação do dia é chamada Shamu Rocks Texas, mais suave, começando com um concurso de dança, incentivando a platéia a participar do show. O vencedor, freqüentemente uma criança ou um idoso, é presenteado com um boneco de pelúcia de Shamu. As treinadoras é que dão o toque ao espetáculo, alimentando, nadando e montando sobre as orcas. O show acaba com um vídeo-tributo ao estado do Texas e às Forças Armadas dos Estados Unidos, muito provavelmente pela proximidade do parque a três bases da Força Aérea dos Estados Unidos.